# Operazione Queen
Operazione Queen fu il nome in codice di una vasta offensiva sferrata dalle forze degli Stati Uniti d'America tra il 16 novembre e il 16 dicembre 1944 lungo il fronte occidentale, nell'ambito dei più vasti scontri della campagna della Linea Sigfrido della seconda guerra mondiale.
Scopo dell'offensiva era quello di ripulire dalle unità della Wehrmacht tedesca le zone a occidente del fiume Roer nel nord della Renania, attraversare il corso del fiume stesso e muovere quindi in direzione del Reno; l'operazione fu affidata alla First United States Army del generale Courtney Hodges, sostenuta sul fianco settentrionale dalla Ninth United States Army del generale William Hood Simpson.
L'attacco delle forze di Hodges si sviluppò nel vasto settore boscoso della foresta di Hürtgen, già teatro di una violenta battaglia nel settembre precedente; impegnati a radunare le loro forze in vista della progettata offensiva delle Ardenne, i tedeschi si limitarono a condurre operazioni difensive con il minimo delle truppe necessarie, ritardando il più possibile l'avanzata degli statunitensi. Muovendo su un terreno più aperto la Ninth Army raggiunse la sponda occidentale del Roer il 28 novembre, ma la First Army riuscì ad affacciarsi sulla sponda occidentale del fiume solo il 16 dicembre; per quella data la grande offensiva tedesca nelle Ardenne era ormai pronta, e gli statunitensi dovettero attestarsi sul fiume rinunciando per il momento ad avanzate oltre di esso.

## Antefatti
Nel giugno del 1944 le forze degli Alleati occidentali lanciarono l'invasione anfibia della Normandia, aprendo un nuovo fronte di guerra contro la Germania nazista nella Francia settentrionale. Dopo una serie di dure battaglie tra luglio e agosto, gli Alleati ottennero uno sfondamento del fronte in Normandia e la Wehrmacht tedesca andò incontro a una serie di disastrose sconfitte, in particolare dopo la chiusura della sacca di Falaise. In seguito a questi eventi, le difese della Wehrmacht nella Francia settentrionale e occidentale si disintegrarono, portando a una frettolosa ritirata delle forze tedesche alla volta dei confini occidentali della Germania. La rapida avanzata alleata sul fronte occidentale, insieme alla continua marcia dell'Armata Rossa sul fronte orientale, indussero l'Alto comando degli Alleati occidentali a credere che la Wehrmacht fosse sull'orlo del collasso e che la vittoria totale potesse essere ottenuta entro il Natale del 1944. Gli Alleati, pertanto, lanciarono un piano ad alto rischio per un'avanzata diretta in Germania attraverso i Paesi Bassi, nome in codice operazione Market Garden; questo piano eccessivamente ambizioso tuttavia fallì, poiché la Wehrmacht fu in grado di riorganizzarsi e consolidare la propria forza. A metà settembre l'avanzata alleata si interruppe bruscamente, anche perché gli Alleati erano andanti incontro a una grave crisi logistica, avendo ampiamente superato le loro linee di rifornimento. Ciò diede ai tedeschi ulteriore tempo per prepararsi alle imminenti offensive alleate: i tedeschi ora potevano presidiare le fortificazioni di frontiera del "Westwall" (o Linea Sigfrido), anche se i suoi vecchi bunker erano un ostacolo più simbolico che reale per gli Alleati.
Ai primi di ottobre le armate anglo-canadesi erano ancora impegnate nel nord del Belgio negli scontri della battaglia della Schelda, mentre nell'est della Francia la Third United States Army stava affrontando duri scontri in Lorena. Al centro, la First United States Army fu impegnata dal 2 al 21 ottobre in una dura battaglia per conquistare l'antica città di Aquisgrana poco al di là del confine tedesco. La forte resistenza tedesca sconvolse i piani alleati per una rapida ripresa dell'avanzata ma, in preparazione di un nuovo tentativo di sfondamento del fronte tedesco (la futura operazione Queen), fu condotta un'offensiva preliminare nella foresta di Hürtgen per proteggere i fianchi da un possibile contrattacco della Wehrmacht attraverso la foresta; l'obiettivo era quello di liberare un passaggio verso l'importante nodo stradale di Düren, per ottenere una rispettabile posizione di partenza per Queen. La 9th Infantry Division statunitense era già stata impegnata in combattimento nella foresta da settembre, quindi ci si aspettava solo una moderata resistenza nemica; i tedeschi tuttavia reagirono rapidamente facendo affluire truppe di riserva, trasformando la battaglia della Foresta di Hürtgen in una sanguinosa situazione di stallo.

## Piani contrapposti
Mentre gli scontri nella foresta di Hürtgen proseguivano, l'Alto comando alleato pianificò una vasta offensiva nella valle del fiume Roer impiegando la Ninth United States Army, appena schierata sul fianco settentrionale della First Army, oltre a parti della Second Army britannica, con l'intenzione di stabilire teste di ponte oltre il corso del fiume a Linnich, Jülich e Düren. La First Army, già schierata nei pressi della foresta di Hürtgen, avrebbe dovuto condurre lo sforzo principale attraverso la foresta verso il fiume Roer, mentre la Ninth Army avrebbe dovuto avanzare a nord della foresta attraverso le pianure del Roer. Il XXX Corps britannico, insieme a unità del XIII Corps statunitense, avrebbe dovuto ridurre il saliente di Geilenkirchen a nord nel corso di un'operazione sussidiaria denominata operazione Clipper. L'obiettivo a lungo termine dopo l'attraversamento del Roer era di raggiungere il Reno e stabilire teste di ponte sulla sua sponda orientale a Krefeld e Düsseldorf, al fine di garantire ulteriori avanzamenti all'interno della Germania dopo l'inverno. Un gran numero di bombardieri strategici statunitensi e britannici avrebbe condotto una serie di attacchi tattici nell'area dell'offensiva per tagliare le linee di rifornimento e distruggere le infrastrutture nemiche, e anche per neutralizzare i difensori tedeschi all'interno delle loro fortificazioni: l'Eighth Air Force avrebbe dovuto bombardare le fortificazioni attorno a Eschweiler e Aldenhoven, mentre i bombardieri medi della 9th Air Force avrebbero colpito la seconda linea di difesa attorno a Jülich e Langerwehe. Contemporaneamente, il Bomber Command della RAF britannica avrebbe dovuto colpire duramente i nodi stradali di Jülich e Düren; le città più piccole di Heinsberg, Erkelenz e Hückelhoven sarebbero state designate come obiettivi secondari. L'intera operazione fu denominata in codice "Queen" ("Regina" in lingua inglese).
Inizialmente, la data di inizio dell'offensiva fu fissata per il 5 novembre, poi per il 10 novembre, ma a causa del maltempo fu infine posticipata al 16 novembre. L'offensiva terrestre doveva iniziare subito dopo i raid aerei, non dando il tempo ai difensori di ristabilire fortificazioni, vie di rifornimento e comunicazioni.
La pianificazione tedesca era completamente diversa. A corto di opzioni strategiche, la Wehrmacht pianificò una controffensiva totale a ovest, nome in codice "Wacht am Rhein". La prima bozza del piano fu completata in segreto già nell'ottobre 1944 e prevedeva un massiccio attacco diretto contro la regione delle Ardenne, rispecchiando la vittoriosa campagna qui condotta dai tedeschi nel 1940 contro la Francia. Il piano richiedeva che le migliori divisioni della Wehrmacht fossero distolte dai combattimenti difensivi autunnali, per riorganizzarle e prepararle per l'offensiva pianificata. Per la riuscita esecuzione del piano, il mantenimento della linea del fiume Roer era considerato assolutamente importante, in modo da impedire agli Alleati un attacco di aggiramento sul fianco dell'offensiva nelle Ardenne. Il piano tedesco per la campagna di novembre-dicembre era, quindi, di mantenere la linea del fiume Roer con un minimo di forze disponibili fino a quando non fosse stata lanciata l'offensiva delle Ardenne.
Anche i tedeschi avevano un asso nella manica: aprendo le dighe stabilite sul corso del Roer, avrebbero potuto liberarne l'acqua e inondare il corso del fiume e tutto ciò che si trovava a valle fino alla Mosa e ai Paesi Bassi. Ciò avrebbe causato distruzioni su larga scala e distrutto i ponti alleati sul Roer, isolando tutte le truppe approdate sulla sponda est del fiume. Gli Alleati non riconobbero pienamente l'importanza strategica delle dighe per un certo periodo, e solo pochi giorni prima della fine dell'offensiva fecero le loro prime mosse specifiche verso di esse.

## Forze in campo

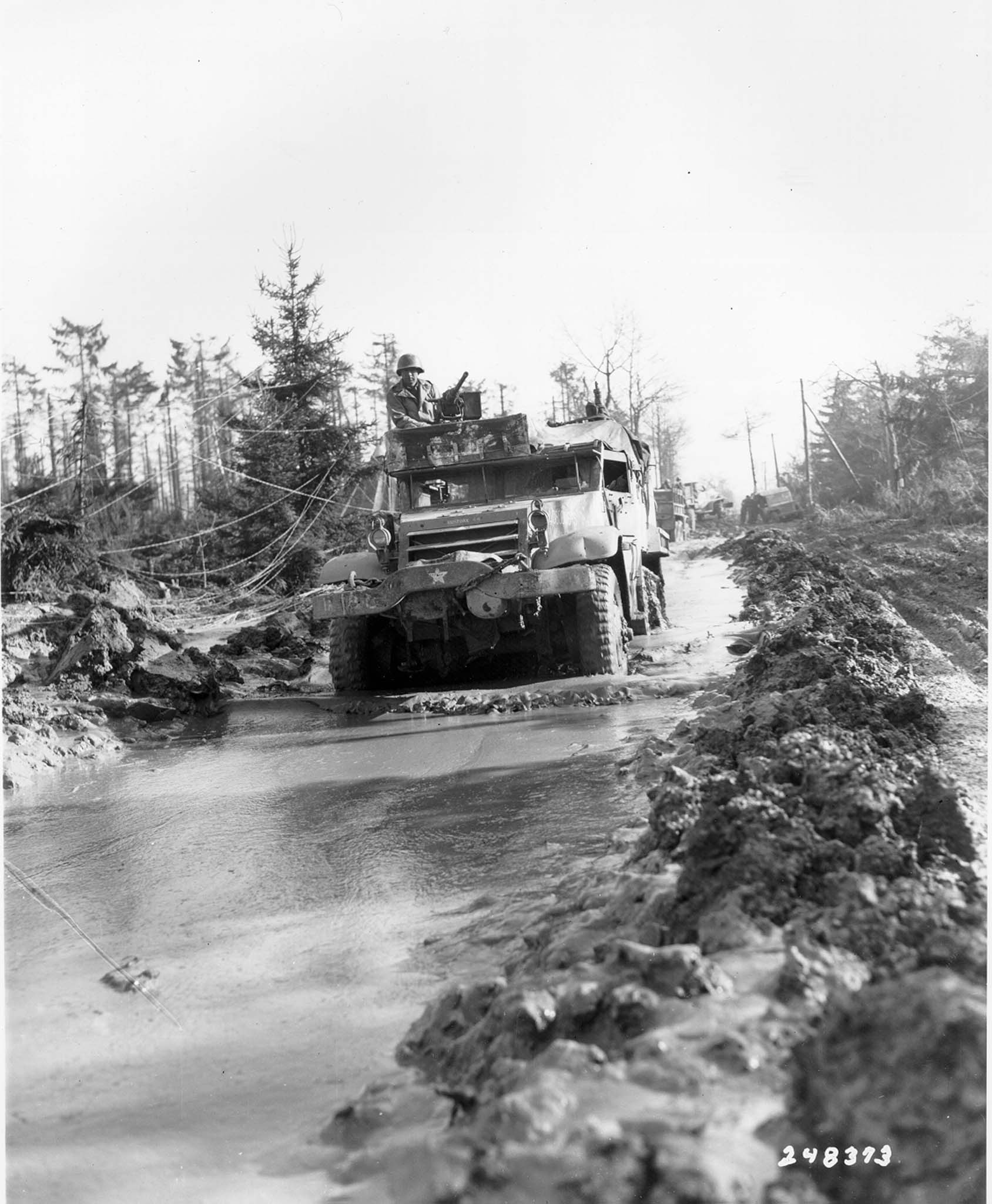
Un M3 Half-track della 1st Infantry Division statunitense affronta il fango della Renania

Le forze alleate coinvolte nell'operazione appartenevano alla First Army del generale Courtney Hodges e alla Ninth Army del generale William Hood Simpson, entrambe dirette strategicamente dal Twelfth United States Army Group del generale Omar Bradley. Le unità della First Army assegnate all'operazione erano costituite dal V e dal VII Corps, quest'ultimo assegnato all'offensiva principale attraverso la foresta di Hürtgen con il V Corps a protezione del fianco meridionale. Per l'imminente offensiva, entrambe le armate furono pesantemente rinforzate: la forza totale della First Army aumentò da circa 250000 uomini a settembre a circa 320000 prima dell'offensiva, sebbene solo circa 120000 soldati avrebbero partecipato all'operazione principale. La forza corazzata della First Army contava circa 700 carri armati. In ottobre gli Alleati avevano sofferto di gravi carenze di rifornimenti, ma all'inizio di novembre queste erano state in gran parte risolte. La Ninth Army era leggermente più piccola, composta principalmente dal XIX Corps e da alcune divisioni indipendenti, con il XIII Corps ancora in fase di organizzazione. A supporto delle operazioni terrestri, gli Alleati pianificarono il loro più grande bombardamento tattico della guerra, impiegando più di 4500 aerei.
Dopo la serie di disastri dell'estate del 1944, gli Alleati si aspettavano che la Wehrmacht non fosse in grado di riprendersi, ma non fu così. Sebbene le perdite di personale fossero enormi, la Wehrmacht cercò di compensarle trasferendo ai reparti di prima linea uomini tratti dall'esercito di riserva, dalla Luftwaffe e dalla Kriegsmarine. Per quanto riguarda la produzione industriale, la situazione era ancora migliore: nonostante la crescente campagna di bombardamenti alleati e la perdita di territori e fabbriche, la Germania raggiunse il suo picco di produzione bellica nell'autunno del 1944, grazie alle riforme di Albert Speer e al crescente ricorso al lavoro forzato. Per la preparazione dell'offensiva delle Ardenne, la 5. Panzerarmee fu ritirata dal fronte e sostituita dalla 15. Armee, sebbene per scopi di inganno il suo nome fosse stato cambiato per nascondere questo fatto. Gli Alleati, quindi, si trovarono di fronte a due armate: la 15. Armee sotto il comando del generale Gustav-Adolf von Zangen posizionata nella foresta di Hürtgen, e la 7. Armee sotto il comando del generale Erich Brandenberger posizionata più a nord nelle pianure della Rur. A livello strategico le due armate erano coordinare dall'Heeresgruppe B del feldmaresciallo Walter Model, considerato un abile specialista della difesa. Sebbene nominalmente una forza pari agli Alleati sulla carta, i tedeschi erano fortemente in inferiorità numerica: in alcuni settori, il rapporto tra attaccanti e difensori era di circa 5 a 1. La ragione di ciò era la grave carenza di personale che i tedeschi stavano sperimentando: la maggior parte delle unità tedesche era seriamente sottodimensionata, con alcune divisioni composte da solo poche migliaia di uomini. Tuttavia, il pesante trinceramento e la disponibilità di un considerevole supporto di carri armati e artiglieria contribuirono in qualche modo a compensare questi problemi.

## L'operazione

### Attacchi preliminari
Il 16 novembre 1944, tra le 11:13 e le 12:48, i velivoli alleati sferrarono i bombardamenti preliminari all'inizio dell'operazione Queen: 1204 bombardieri pesanti dell'Eighth Air Force statunitense colpirono Eschweiler, Weisweiler e Langerwehe con 4120 bombe, mentre 339 cacciabombardieri della Ninth Air Force statunitense attaccarono Hamich , Hürtgen e Gey sganciando 180 tonnellate di bombe. Nello stesso momento, 467 bombardieri pesanti Handley Page Halifax e Avro Lancaster britannici attaccarono Düren e Jülich; 180 bombardieri britannici colpirono invece Heinsberg.
Il risultato del bombardamento fu misto. Le città tedesche colpite subirono gravi distruzioni, le comunicazioni della Wehrmacht dopo il bombardamento furono gravemente compromesse e il morale dei soldati ne risentì notevolmente, soprattutto per le unità composte dalle truppe più giovani e inesperte. Tuttavia, il danno diretto inflitto alle truppe tedesche in prima linea fu basso e le vittime furono poche; i comandanti aerei alleati ammisero che il bombardamento non fu all'altezza delle aspettative. Circa 12 aerei furono abbattuti durante il bombardamento iniziale da un debole fuoco antiaereo.

### Il VII Corps nella foresta di Hürtgen

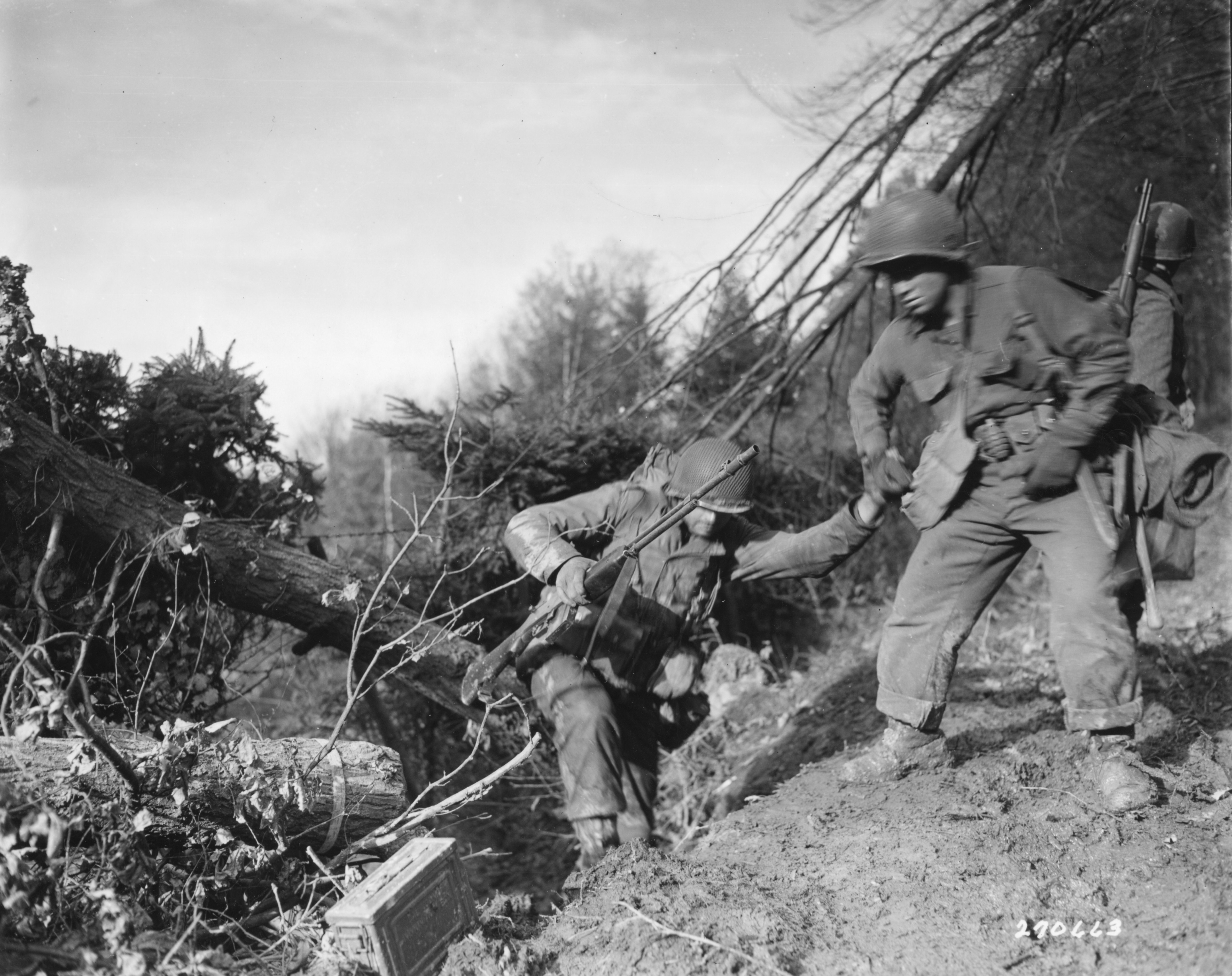
Truppe statunitensi muovono nel difficile teatro della foresta di Hürtgen nel novembre 1944

Unitamente agli attacchi aerei, pesanti bombardamenti di artiglieria precedettero l'offensiva principale del VII Corps del generale Joseph Collins. Alle forze statunitensi si opponevano i reparti frammentati del LXXXI Armeekorps tedesco, comandato dal generale Friedrich Köchling e forte di tre divisioni: la 3. Panzergrenadier-Division, la 246. Volksgrenadier-Division e la 12. Volksgrenadier-Division; un'altra divisione, la 47. Volksgrenadier-Division, era in fase di trasferimento al fronte. Tutte le divisioni tedesche erano seriamente a corto di effettivi, ma erano disponibili riserve mobili di artiglieria e carri armati.
L'offensiva del VII Corps iniziò con un attacco a due punte con la 1st Infantry Division a destra e la 104th Infantry Division a sinistra. Nel suo attacco iniziale la 1st Division fu in grado di guadagnare lentamente terreno intorno a Hamich, affrontando la resistenza dei reparti appena arrivati della 47. Volksgrenadier-Division. Le perdite tra gli statunitensi furono pesanti, soprattutto dopo i contrattacchi sferrati su Hamich e sulla vicina altura di Quota 232 da parte della 47. Volksgrenadier-Division e delle riserve mobili ancora presenti della 116. Panzer-Division. Dopo quattro giorni di combattimenti Hamich fu presa dagli statunitensi, ma la 1st Division era avanzata solo di circa 3,2 km con perdite che ammontavano già a più di 1000 uomini fuori combattimento. Nel frattempo, Collins mise in battaglia la 3rd Armored Division suddivisa nei suoi "comandi di combattimento" (Combat Command, unità miste di carri, fanteria meccanizzata e artiglieria semovente) costituenti: il CCA fu assegnato a supportare la 104th Division, mentre il CCB avrebbe agito indipendentemente per prendere quattro villaggi (Werth, Koettenich, Scherpenseel e Hastenrath) ai margini nord-occidentali della foresta di Hürtgen, difesi dalla 12. Volksgrenadier-Division. Questo piccolo corridoio tra la 1st e la 104th Division era uno dei pochi luoghi adatti per una spinta di mezzi corazzata. Sebbene il CCB fosse in grado di portare a termine il suo compito in tre giorni, il fango aveva ostacolato i suoi movimenti e le perdite di carri armati furono pesanti: il CCB perse 49 carri sui 69 in organico.

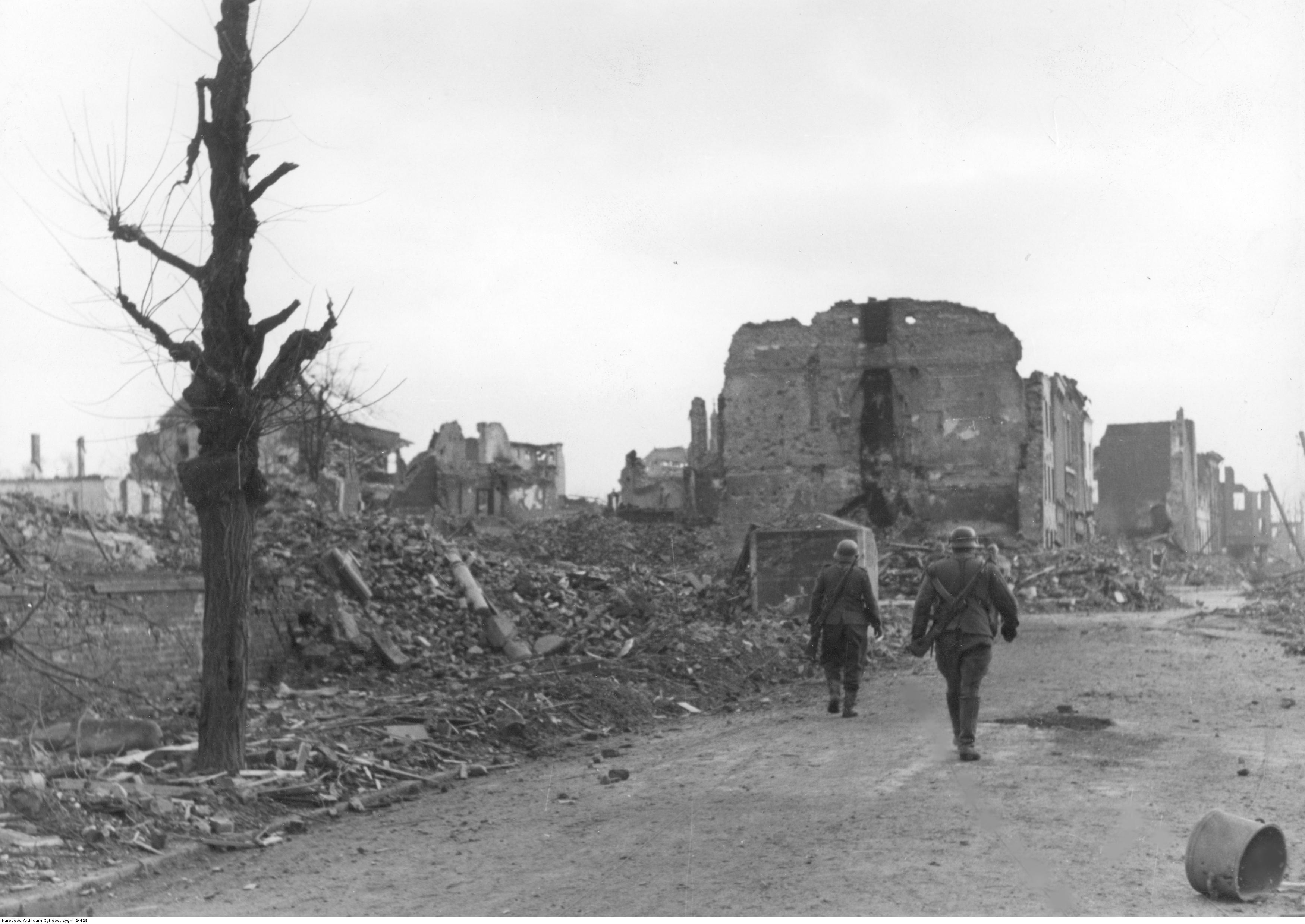
Due soldati tedeschi tra le rovine di Jülich nel dicembre 1944

L'avanzata della 1st Division continuò a essere lenta. I difensori tedeschi si trovavano in una favorevole posizione elevata, dalla quale potevano sorvegliare le vie di accesso usate dalle forze alleate. La tattica tedesca prevedeva di affrontare il nemico principalmente all'interno dei fitti boschi della zona, dove l'artiglieria e il supporto aereo statunitensi erano inefficaci, e il combattimento degenerò in una sanguinosa guerra di trincea: gli statunitensi dovettero conquistare una collina dopo l'altra con pesanti combattimenti, mentre le perdite aumentavano. Numerosi contrattacchi tedeschi rallentarono ulteriormente l'avanzata, spesso riconquistando in un sanguinoso combattimento il terreno appena preso dagli statunitensi. In un atto di disperazione, il 21 novembre Collins schierò praticamente tutta l'artiglieria disponibile per aprire una strada alla 1st Division. Con l'avanzata alleata già in declino nella prima fase dell'offensiva, il CCA della 3rd Armored Division fu assegnato alla parte settentrionale del fianco sinistro della 1st Division, e l'attacco corazzato riuscì a catturare il castello di Frenzerburg (vicino a Inden) nel corso di un combattimento durato fino al 28 novembre. Nel frattempo, il comandante supremo tedesco sul fronte occidentale, il feldmaresciallo Gerd von Rundstedt, decise di gettare truppe fresche nella battaglia ma solo a condizione che due divisioni fossero contemporaneamente ritirate dal fronte per prepararsi all'offensiva delle Ardenne: pertanto, la 3. Fallschirmjäger-Division fu trasferita nel settore sotto attacco mentre la 12. e la 47. Volksgrenadier-Division, ormai dissanguate, furono ritirate. Le difficoltà logistiche e l'inesperienza del nuovo avversario aiutarono la 1st Division, che fu finalmente in grado di uscire dalla foresta prendendo i villaggi di Langerwehe, Jüngersdorf e Merode entro il 28 novembre. Tuttavia, la situazione non cambiò più di tanto e un violento contrattacco della 3. Fallschirmjäger-Division a Merode portò alla distruzione di due compagnie statunitensi. All'inizio di dicembre, la 1st Division era stremata e aveva ormai subito circa 6000 perdite.
L'avanzata della 104th Division andò leggermente meglio. L'unità era schierata sul fianco sinistro del VII Corps, tra la First e la Ninth Army statunitense, e i suoi obiettivi erano il triangolo industriale di Eschweiler-Weisweiler, i boschi di Eschweiler e il villaggio di Stolberg; questa parte del fronte era dominata dal colle del Donnersberg, vicino al villaggio omonimo. La divisione affrontò i reparti della 12. Volksgrenadier-Division e della 3. Panzergrenadier-Division: seguirono duri combattimenti sulle pendici del Donnerberg, ma entro il 19 novembre l'importante collina era in mano statunitense. Dopo di che, la divisione riprese l'offensiva e si diresse contemporaneamente verso i centri abitati di Stolberg ed Eschweiler. Stolberg fu presa lo stesso giorno ma la resistenza tedesca a Eschweiler era forte, così gli statunitensi tentarono di accerchiare la città; l'operazione funzionò e il comando tedesco decise di ritirarsi, abbandonando la città alla 104st Division. La divisione avanzò quindi lungo la riva occidentale del fiume Inde ingaggiando pesanti combattimenti con la 12. Volksgrenadier-Division, la quale combatté fino alla sua quasi distruzione finché non fu sostituita dalla 3. Fallschirmjäger-Division in arrivo. Entro il 26 novembre Weisweiler fu presa dalla 104th Division dopo che i tedeschi decisero di ritirarsi dalla città, mentre Inden cadde il 30 novembre portando il triangolo industriale in mano statunitense. La 104th Division ora controllava la riva occidentale dell'Inde ed era pronta ad attraversare il fiume per spingersi fino al Roer: l'attraversamento del fiume iniziò il 2 dicembre a Lamersdorf e inizialmente ebbe successo, consentendo agli statunitensi con una rapida avanzata di conquistare il loro primo obiettivo, il villaggio di Lucherberg. La divisione stava ancora conducendo operazioni di rastrellamento quando i tedeschi lanciarono un contrattacco contro la città, assistiti da carri armati pesanti: intensi combattimenti infuriarono per giorni prima che, il 5 dicembre, la città fosse finalmente messa in sicurezza dagli statunitensi. Collins ordinò quindi una pausa a causa della lenta avanzata delle altre divisioni del suo corpo d'armata.
Oltre al doppio attacco condotto dalla 1st e 104th Division, il comando alleato aveva stabilito che un'altra offensiva dovesse essere intrapresa in direzione di Düren. Questo compito fu passato alla 4th Infantry Division, che si era posizionata all'ala meridionale del VII Corps per prendere una rotta attraverso i boschi di Hürtgen e Schevenhütte, catturando anche i villaggi di Kleinhau e Grosshau. Qui la divisione avrebbe rilevato dalle sue le posizioni la 28th Infantry Division, ormai esausta dopo essere stata duramente massacrata durante i combattimenti preliminari dell'operazione Queen. L'altro lato del fronte era ancora tenuto dalla 275. Infanterie-Division tedesca, indebolita ma esperta; le linee tedesche, diradate, non potevano opporre la stessa resistenza di inizio novembre, ma il terreno difficile, così come le mine, causarono pesanti perdite agli statunitensi. Dopo cinque giorni di combattimenti, la 4th Division era avanzata solo di circa 2,5 km ma aveva già subito 1500 perdite. Allo stesso tempo, il comando tedesco apportò nuovamente modifiche all'ordine di battaglia: la 116. Panzer-Division, che aveva contribuito a organizzare diversi contrattacchi durante i primi combattimenti, fu ritirata dall'area il 21 novembre per essere riorganizzata in vista dell'imminente offensiva delle Ardenne; lo stesso accadde per la 275. Infanterie-Division, a corto di effettivi. Come compensazione, l'inesperta 344. Infanterie-Division fu trasferita rapidamente al fronte, mentre la 353. Infanterie-Division fu schierata alle sue spalle come forza di riserva.

### Il V Corps si unisce all'offensiva

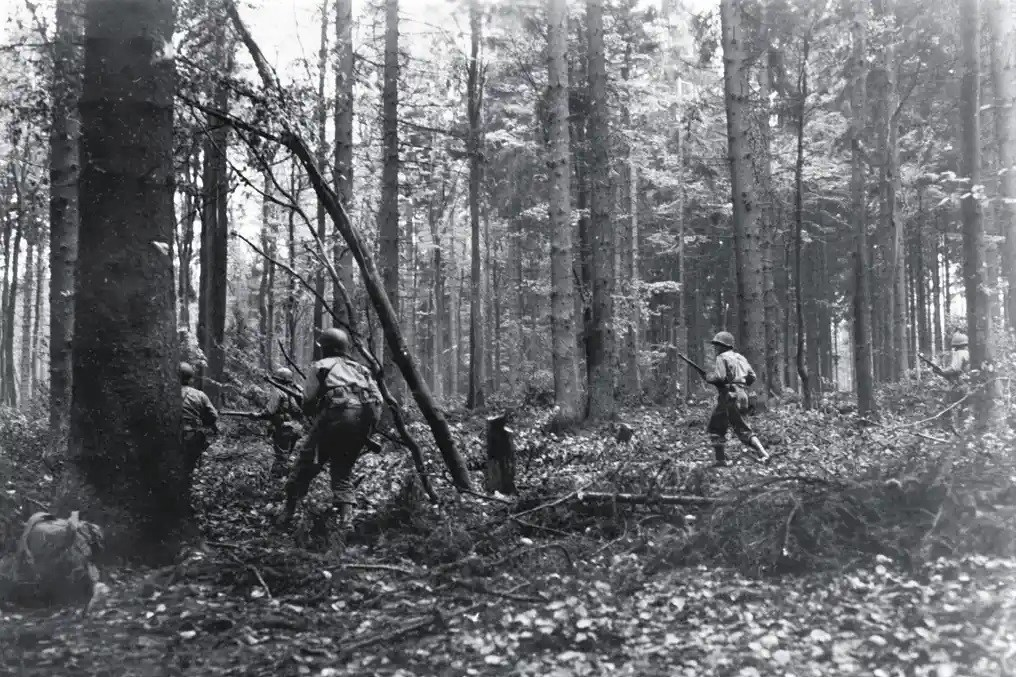
Truppe della 28th Division muovono tra gli alberi della foresta di Hürtgen nel novembre 1944

La pianificazione iniziale dell'operazione Queen non prevedeva lo schieramento del V Corps del generale Leonard Gerow finché il VII Corps non avesse ottenuto un importante sfondamento; una volta ottenuto ciò, il V Corps avrebbe quindi dovuto compiere un'avanzata ravvicinata insieme al VII Corpo in direzione di Bonn. Tuttavia, dopo i primi giorni, l'alto comando alleato si rese conto che il VII Corps avrebbe avuto bisogno di ulteriore assistenza per ottenere uno sfondamento e, pertanto, al V Corps fu ordinato di unirsi ai combattimenti. Schierato a sud del VII Corps, la prima azione di Gerow fu di rilevare la 28th Division con l'8th Infantry Division, al fine di supportare l'avanzata della 4th Division già impegnata in combattimento; la divisione era assistita dal CCR della 5th Armored Division. Il V Corps ricevette Hürtgen e Kleinhau come obiettivi e iniziò il suo attacco il 21 novembre.
L'avanzata dell'8th Division fu costante ma molto lenta. La 4th Division raggiunse la cittadina di Grosshau il 25 novembre, ma non riuscì a conquistarla a causa della forte resistenza e dei problemi di coordinamento con le unità corazzate di supporto. Contemporaneamente, i carri armati del CCR tentarono un assalto diretto al villaggio di Hürtgen, che si concluse con un fallimento totale dopo aver cozzato contro le posizioni anticarro tedesche; in un nuovo attacco condotto dalla sola fanteria, Hürtgen fu infine conquistato il 28 novembre. La 4th e 8th Division attaccarono quindi simultaneamente Grosshau e Kleinhau il 29 novembre, ed entrambe le città furono conquistate lo stesso giorno. Questo successo diede impulso agli sforzi statunitensi: l'8th Division, insieme al CCR, continuò la sua avanzata nei giorni successivi spingendosi verso est, verso la cresta di Brandenberg-Bergstein. Il villaggio di Brandenberg fu conquistato il 2 dicembre; lo stesso giorno si verificò un raro e massiccio attacco aereo della Luftwaffe con circa 60 velivoli, che provocò tuttavia solo danni lievi ai reparti statunitensi. Il 5 dicembre cadde Bergstein, ma i tedeschi lanciarono un massiccio contrattacco contro la città: durante la notte e il giorno successivo si svolsero pesanti combattimenti finché le forze tedesche furono respinte, consentendo inoltre agli statunitensi di catturare la "Collina del castello", un'importante altura oltre Bergstein che sovrastava la città. Il V Corps era ora a distanza di attacco dal corso Roer e raggiunse il fiume il giorno dopo.
Nel frattempo, anche la 4th Division aveva fatto qualche progresso. Dopo la cattura di Grosshau la divisione, aiutata dalle forze corazzate del CCR, si diresse verso Gey, che fu raggiunta il 30 novembre; la cittadina era pesantemente difesa, e due giorni dopo i tedeschi lanciarono un contrattacco, fermato solo da un intenso fuoco di artiglieria, che causò pesanti perdite agli statunitensi. Dall'inizio dell'offensiva, la 4st Division aveva già perso circa 6000 uomini e non era più in grado di condurre ulteriori operazioni offensive; Collins decise quindi di ritirarla e sostituirla con l'83rd Infantry Division il 3 dicembre. All'inizio di dicembre, la First Army si era aperta la strada attraverso gran parte della foresta di Hürtgen, ma sebbene il V Corps avesse raggiunto il Roer all'estremità meridionale del fronte il VII Corps era ancora lontano dalle sponde del fiume. Le perdite di questa campagna furono enormi: i combattimenti per la foresta di Hürtgen, che duravano già da settembre, erano costati agli statunitensi circa 32000 uomini messi fuori combattimento.

### L'offensiva della Ninth Army

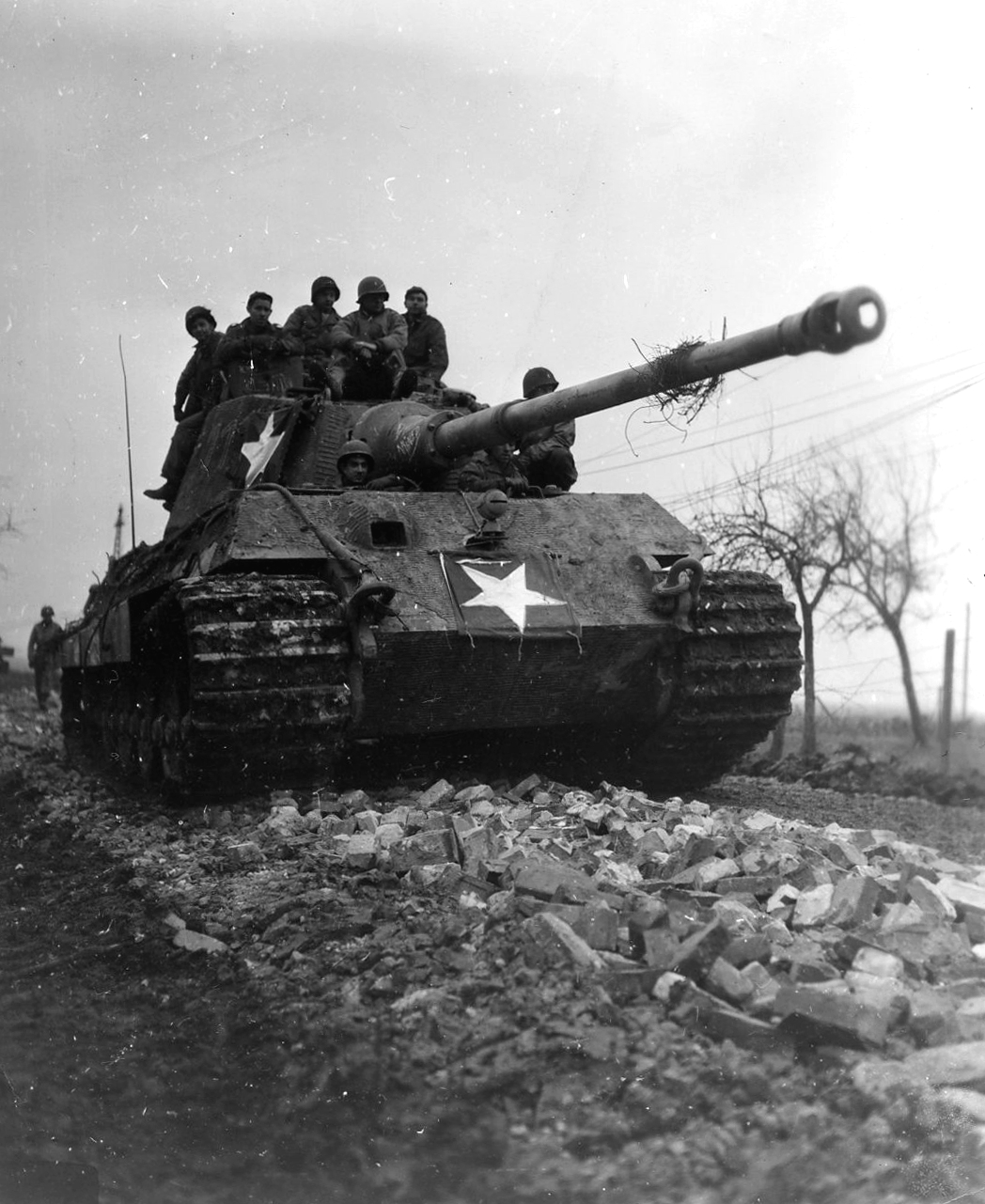
Un Panzer VI Tiger II tedesco catturato dai reparti statunitensi a Gereonsweiler

Parallelamente all'avanzata della First Army attraverso la foresta di Hürtgen, la Ninth Army iniziò la sua offensiva attraverso le pianure della Ruhr: un terreno fondamentalmente diverso dalla fitta foresta, essendo costituito da terreni agricoli pianeggianti con piccoli villaggi. I tedeschi si aspettavano che l'avanzata principale alleata attraversasse quest'area, mentre in realtà essa avvenne attraverso la foresta di Hürtgen. Una delle ragioni di questa decisione fu il pericoloso saliente di Geilenkirchen posto sul fianco settentrionale della Ninth Army, che avrebbe minacciato qualsiasi avanzata dei reparti statunitensi; questo saliente fu infine ridotto e reso innocuo nel corso della parallela operazione Clipper, un attacco congiunto statunitense-britannico completato il 22 novembre. L'84th Infantry Division del XIII Corps statunitense svolse un ruolo fondamentale in questa operazione.
L'avanzata della Ninth Army fu condotta principalmente dal XIX Corps al comando del generale Gillem, e fu contrastata dall'LXXXI Armeekorps tedesco del generale Köchling e dalle forze di riserva del XLVII Panzer Korps. Il piano prevedeva una rapida avanzata verso Jülich con una forza di tre divisioni: a nord la 2nd Armored Division doveva avanzare lungo un fronte ristretto verso Linnich e da lì verso il Roer; al centro la 29th Infantry Division doveva prendere la strada diretta verso Jülich e a sud la 30th Infantry Division doveva prendere Würselen e poi proseguire verso il Roer.
Come nel settore della First Army, anche in quello della Ninth Army l'operazione Queen iniziò con un massiccio bombardamento aereo contro città e posizioni tedesche il 16 novembre. Dopo la fine del bombardamento aereo, l'offensiva prese piede: la 30th Division lanciò un attacco frontale contro il suo primo obiettivo, la città di Würselen, e dopo quattro giorni di lenta avanzata riuscì a conquistarla; la resistenza della 3. Panzergrenadier-Division fu debole a causa del settore troppo ampio da coprire. Al centro, anche la 29th Division iniziò il suo attacco: il piano prevedeva di avanzare tra le città per poi accerchiare ed eliminare i punti di forza fortificati dei tedeschi, ma l'azione non si svolse perfettamente e l'avanzata della 29th Division fu presto bloccata senza ulteriori progressi. Con l'assistenza della 2nd Armored Division, il 18 novembre la divisione riprese l'avanzata contro la resistenza della 246. Volksgrenadier-Division, conquistando i centri abitati di Setterich, Bettendorf e i dintorni di Siersdorf. La 246. Volksgrenadier-Division, a corto di organico, iniziò a cedere e il 21 novembre gli statunitensi si trovarono a soli due chilometri di distanza dal Roer.
Nel frattempo, a nord, la 2nd Armored Division aveva iniziato il suo attacco a Gereonsweiler e Linnich. L'avanzata fu molto costante e già il giorno successivo i villaggi di Puffendorf e Immendorf furono conquistati. Ciò allarmò il comando tedesco e von Rundstedt autorizzò l'invio nella zona della 9. Panzer-Division per sferrare un pesante contrattacco corazzato contro le due città; a questa unità era aggregato lo Schwere Panzerabteilung 506, equipaggiato con circa 36 carri armati pesanti Panzer VI Tiger II. A Immendorf i tedeschi riuscirono a irrompere nella città, ma furono respinti all'alba dopo un combattimento ravvicinato. Lo scontro principale, tuttavia, si svolse a Puffendorf: la 2nd Armored Division stava proseguendo la sua avanzata verso Gereonsweiler, ma fu colta allo scoperto quando circa 30 carri armati tedeschi le si avvicinarono e, nella battaglia che ne seguì, gli statunitensi furono respinti dentro Puffendorf con pesanti perdite. I combattimenti continuarono poi intorno alle città: le perdite tedesche in quel giorno furono di 11 carri armati messi fuori combattimento, mentre la 2nd Armored Division ne perse circa 57. Tuttavia, la situazione di stallo non durò a lungo, poiché gli statunitensi furono in grado di avanzare lentamente grazie alla combinazione di artiglieria pesante e supporto aereo. Tra il 20 e il 21 novembre si svolsero pesanti combattimenti a Gereonsweiler e nei suoi dintorni, finché i tedeschi si ritirarono e la città cadde finalmente in mano statunitense.
Il 22 novembre tutte e tre le divisioni del XIX Corps erano in vista del Roer. A questo punto, il comando tedesco decise di inviare in zona un'altra divisione, la 340. Volksgrenadier-Division, poiché la minaccia su Jülich era ormai evidente. La 340. Volksgrenadier-Division rilevò le posizioni della malconcia 246. Volksgrenadier-Division e, a causa di questo rinforzo, l'avanzata della 29th e 30th Division si bloccò nelle vicinanze di Bourheim. I tedeschi consolidarono un ultimo anello di difesa prima di Jülich, tra i villaggi di Bourheim, Koslar e Kirchberg, e anche la 2nd Armored Division fu bloccata nei pressi del villaggio di Merzenhausen. Nei giorni successivi i combattimenti sulla linea difensiva furono molto intensi, anche se per lo più caratterizzati dallo scambio di pesanti sbarramenti di artiglieria. Bourheim fu preso dagli statunitensi il 23 novembre, ma rimase sotto costante bombardamento da parte delle forze tedesche; due giorni dopo, le truppe statunitensi entrarono a Koslar. Un successivo contrattacco tedesco riuscì a penetrare a Bourheim e Koslar, ma fu respinto dopo poco tempo. Il 26 novembre la Ninth Army sferrò infine un'offensiva generale per spingersi fino al Roer: Koslar, Kirchberg e Merzenburg furono conquistati il 27 novembre, ed entro il 28 novembre il XIX Corps aveva raggiunto il Roer su un ampio fronte; solo due teste di ponte rimasero in mano tedesca sulla sponda occidentale del fiume, ma furono conquistate il 9 dicembre.
A nord del XIX Corps, Geilenkirchen era stata catturata durante l'operazione Clipper, ma l'avanzata alleata si era fermata sulla sponda del fiume Wurm a pochi chilometri dal Roer, trasformandosi in una situazione di stallo. Le perdite della Ninth Army per l'operazione Queen ammontarono a 1133 morti, 6864 feriti e 2059 dispersi.

### Il VII Corps raggiunge il Roer

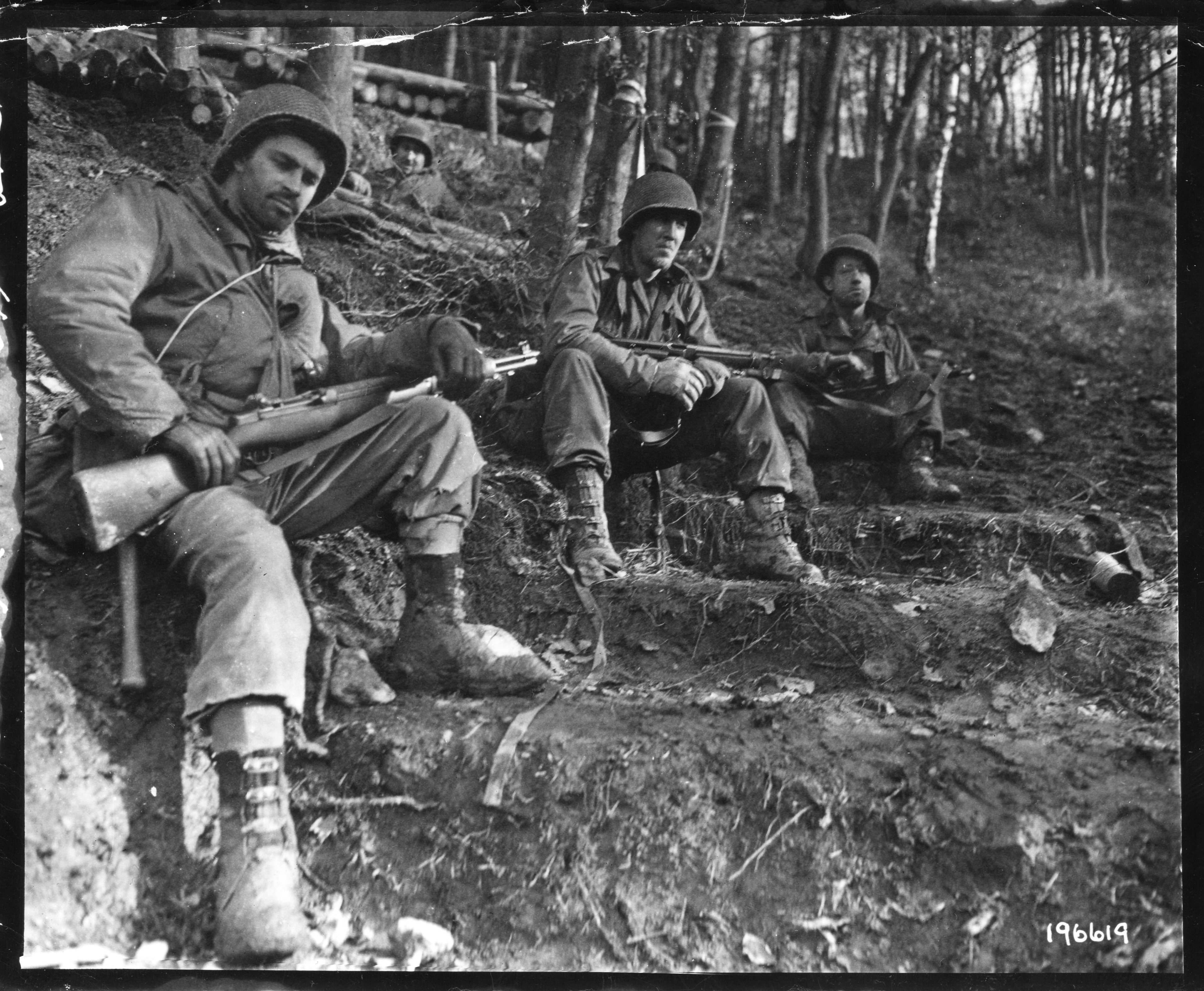
Fanti della 4th Division statunitense durante un momento di riposo dagli scontri nella zona di Düren nel novembre 1944

Nonostante il successo dell'avanzata della Ninth Army, all'inizio di dicembre il VII Corps aveva appena lasciato il limitare della foresta di Hürtgen, era ancora a distanza dal Roer e aveva subito pesanti perdite. Per l'imminente conclusione dell'offensiva, la 1st Division fu sostituita dalla 9th Division e la 4th Division dall'83th Division. Dopo una pausa deliberata per la riorganizzazione, l'attacco fu ripreso il 10 dicembre puntando verso il Roer e la città chiave di Düren; gli effettivi tedeschi a questo punto erano molto scarsi e la difesa si basava principalmente sul supporto dell'artiglieria. A nord la 104th e la 9th Division, assistite dalla 3rd Armored Division, non incontrarono molta resistenza: la 3. Fallschirmjäger-Division e soprattutto la 246. Volksgrenadier-Division, ormai logorata, non furono in grado di opporre una seria resistenza. Dopo quattro giorni la 104th Division era giunta sulla sponda del Roer, seguita a breve distanza dalla 9th Division; durante i combattimenti, la 3. Fallschirmjäger-Division fu ritirata e sostituita dalla 47. Volksgrenadier-Division, assemblata in tutta fretta.
A sud l'83rd Division affrontò difficoltà più grandi: la divisione doveva avanzare attraverso le città di Strass e Gey, quest'ultima appena teatro di una dura battaglia che aveva praticamente reso la 4th Division indisponibile per ulteriori operazioni offensive. Ciononostante, la fresca 83rd Division, assistita dalla 5th Armored Division, fu in grado di prendere la maggior parte di Strass e raggiungere Gey lo stesso giorno contro la resistenza dell'esausta 353. Infanterie-Division; tuttavia, le strade fangose e le mine impedirono agli statunitensi di portare i loro carri armati in entrambe le città per supportare la fanteria. Di conseguenza, dopo alcuni determinati contrattacchi tedeschi su Schafberg le unità statunitensi entrate a Strass furono di fatto tagliate fuori e dovettero essere rifornite dagli aerei; i tedeschi sferrarono diversi attacchi alla città, ma non riuscirono a riprenderla. Schafberg fu riconquistata dagli statunitensi il 12 dicembre e i carri armati raggiunsero Gey e Strass, alleviando la situazione. Le perdite della 83rd Division furono comunque pesanti, con circa 1000 uomini messi fuori combattimento in soli tre giorni
A nord di Gey l'avanzata della 83rd Division ebbe un esito migliore e la divisione conquistò le città di Gürzenich e Birgel. Il 14 dicembre fu lanciata una nuova offensiva condotta dai carri armati e, dopo aver incontrato inizialmente una forte resistenza a est di Strass, l'avanzata statunitense in altre parti del fronte costrinse i tedeschi alla ritirata. Entro il 16 dicembre il VII Corps aveva finalmente raggiunto la sponda del Roer, con solo poche piccole teste di ponte tedesche rimaste a ovest del fiume. Le perdite statunitensi in questa campagna furono enormi, poiché il VII Corps ebbe circa 27000 perdite in un mese di operazioni.
Durante l'avvicinamento alleato al Roer, la questione delle dighe poste sull'alto corso del fiume assunse una nuova urgenza. Le dighe rappresentavano un obiettivo strategicamente importante, poiché aprendole i tedeschi potevano allagare la valle fiume fino alla Mosa e ai Paesi Bassi: ciò avrebbe ritardato l'offensiva alleata in Germania, causando potenzialmente gravi perdite umane e intrappolando le unità alleate rimaste a est dell'inondazione. Ci volle molto tempo prima che l'alto comando alleato ne riconoscesse l'importanza e prima che fossero attuate le prime azioni specifiche contro di esse. Il primo approccio fu effettuato dalla RAF, incaricata di distruggere le dighe con bombardamenti aerei iniziati all'inizio di dicembre: in ondate continue, centinaia di aerei furono scagliati contro le dighe ma i danni inflitti alle strutture furono trascurabili. Il 13 dicembre il V Corps, già sulla sponda del Roer, ricevette l'incarico di lanciare un'offensiva da diverse direzioni per conquistare le dighe; l'offensiva colse di sorpresa i tedeschi, ma gli Alleati si scontrarono direttamente con reparti della Wehrmacht ormai quasi pronti per dare inizio all'offensiva delle Ardenne e la resistenza si intensificò presto. Il 16 dicembre i tedeschi lanciarono la loro offensiva finale sul fronte occidentale, che portò alla fine immediata di tutti gli attacchi alleati in questo settore.

## Conseguenze
L'operazione Queen non fu in grado di raggiungere i suoi complessi obiettivi. All'inizio dell'offensiva, i pianificatori alleati immaginavano che questa fosse solo un punto di partenza per una profonda penetrazione in Germania attraverso il Roer e fino al Reno, ma dopo un mese di pesanti combattimenti gli statunitensi erano riusciti a malapena a raggiungere la sponda del Roer. Non era stata creata alcuna testa di ponte sulla sponda orientale del fiume, i tedeschi controllavano ancora alcune porzioni sulla sponda ovest e le importanti dighe sull'alto corso del fiume erano ancora in mano tedesca, minacciando qualsiasi ulteriore operazione offensiva. Senza essere a conoscenza dell'imminente offensiva tedesca nelle Ardenne, i pianificatori alleati stimarono la data più vicina per una grande spinta in Germania per la metà di gennaio 1945.
La Wehrmacht riuscì a ritardare con successo l'avanzata statunitense verso il Roer: la linea del fiume Roer, il cui controllo era ritenuto necessario per il successo dell'offensiva delle Ardenne, fu mantenuta. La preparazione dell'offensiva finale delle Ardenne ebbe un successo considerevole, poiché la Germania riuscì a radunare in segreto truppe sufficienti per un attacco efficace: il 16 dicembre gli Alleati furono colti di sorpresa e i tedeschi riuscirono rapidamente a sfondare. Tuttavia, l'offensiva delle Ardenne dimostrò anche la mancanza di una prospettiva strategica a lungo termine per la Germania: la superiorità degli Alleati in termini di numero di uomini e mezzi non poteva più essere colmata dalla Germania, e di conseguenza il mantenimento con successo della linea del fiume Roer portò solo a un prolungamento della guerra, causando ulteriore distruzione e perdite di vite umane.
Superata la crisi dell'offensiva delle Ardenne, la principale sacca di resistenza tedesca rimasta a occidente del Roer venne eliminata, tra il 14 e il 26 gennaio 1945, dai reparti britannici nel corso dell'operazione Blackcock; solo nel febbraio 1945, nel corso dell'operazione Grenade, la Ninth Army statunitense fu finalmente in grado di attraversare d'assalto il Roer; a quel punto la strada per il Reno era libera.